# António Veloso
António Augusto da Silva Veloso, noto semplicemente come António Veloso (São João da Madeira, 31 gennaio 1957), è un allenatore di calcio ed ex calciatore portoghese, di ruolo difensore.

## Biografia
È il padre di Miguel, anch'egli calciatore.

## Caratteristiche tecniche
Giocava normalmente in posizione di terzino destro, ma poteva ricoprire all'occorrenza anche il ruolo di terzino sinistro o di centrocampista destro.

## Carriera

### Giocatore

#### Club
Dopo aver militato alcune stagioni nel Sanjoanense esordisce nella massima divisione portoghese nella stagione 1978-1979 con la maglia del Beira-Mar. Due anni dopo passa quindi al Benfica, dove trascorre la maggior parte della carriera: con gli Encarnados vince 7 titoli e 6 Coppe nazionali, ottenendo il double in 3 occasioni. In questo periodo disputa anche due finali continentali: la prima, quella della Coppa UEFA 1982-1983, viene però vinta dall'Anderlecht, mentre la seconda, nella Coppa dei Campioni 1987-1988, viene vinta dal PSV. Quest'ultima gara, giocata a Stoccarda, finisce ai calci di rigore, e si va ad oltranza: Veloso va sul dischetto dopo il gol realizzato da Anton Janssen per gli olandesi, ma si fa parare il tiro da Hans van Breukelen.

#### Nazionale
Gioca 40 partite con la maglia del Portogallo tra il 1981 e il 1994, facendo anche parte dei 20 che partecipano al campionato d'Europa 1984: qui entra in campo al 79' al posto di António Frasco nella gara pareggiata 0-0 contro la Germania Ovest.

### Allenatore
inizia ad allenare nel 1996, sedendosi per un breve periodo anche sulla panchina del Benfica come assistente.

## Palmares

### Giocatore

#### Competizioni nazionali
- Campionato portoghese: 7

Benfica: 1980-1981, 1982-1983, 1983-1984, 1986-1987, 1988-1989, 1990-1991, 1993-1994
- Coppa di Portogallo: 6

Benfica: 1980-1981, 1982-1983, 1984-1985, 1985-1986, 1986-1987, 1992-1993
- Supercoppa di Portogallo: 3

Benfica: 1980, 1985, 1989